# Yakov Aleksandrovich Bruce (1732–1791)
El comte James Bruce ( rus : Я́ков Алекса́ндрович Брюс , romanitzat :  Yakov Aleksandrovich Bryus ; 1732 – 30 de novembre de 1791) va ser un general rus l'avi del qual havia emigrat a Rússia des d'Escòcia. El seu avi era el tinent general Robert Bruce i el besnebot de Jacob Bruce . El seu pare era el tinent coronel comte Alexander Bruce , Ekaterina Alekseyevna Dolgorukova era la seva madrastra. James Bruce es va casar amb Praskovia Rumiantseva , germana del general (i posteriorment mariscal de camp ) Pyotr Rumyantsev . Praskovia era una dama de companyia i amiga de Caterina la Gran . Aquestes connexions van ajudar molt a la carrera de James Bruce. El 1774, esdevingué comandant de la divisió de Finlàndia.
Fins i tot després que Praskovia fos expulsat de la cort el 1779, després d'haver tingut una aventura amb l'amant de l'emperadriu, Bruce es va mantenir a favor i va rebre nous càrrecs. Bruce va esdevenir simultàniament governador general de Moscou  i de Sant Petersburg entre 1784 i 1786, i després de Sant Petersburg només fins al 1791. Va morir el mateix any, sense descendència masculina, i amb ell va acabar la línia de els comtes russos Bruce. La seva única filla Catherine va morir sense fills el 1829.